# Bokki Sorkeye
Bokki Sorkeye (auch: Bokki Sorkey) ist ein Dorf in der Landgemeinde Tamou in Niger.

## Geographie
Das von einem traditionellen Ortsvorsteher (chef traditionnel) geleitete Dorf liegt am rechten Ufer des Flusses Niger. Es befindet sich rund 29 Kilometer nordöstlich des Hauptorts Tamou der gleichnamigen Landgemeinde, die zum Departement Say in der Region Tillabéri gehört. Zu den Siedlungen in der näheren Umgebung von Bokki Sorkeye zählen auf derselben Seite des Flusses Bokki im Westen, Dollé im Nordwesten und Djabou im Südwesten sowie auf der gegenüberliegenden Seite des Flusses Baban Gatta Issa im Norden, Baban Gatta Barkiré im Osten und Sounga Me im Südosten.
Es herrscht das Klima der Sudanzone vor, mit einer durchschnittlichen jährlichen Niederschlagsmenge zwischen 600 und 700 mm.

## Bevölkerung
Bei der Volkszählung 2012 hatte Bokki Sorkeye 398 Einwohner, die in 37 Haushalten lebten. Bei der Volkszählung 2001 betrug die Einwohnerzahl 248 in 26 Haushalten.

## Wirtschaft und Infrastruktur
Es gibt eine Schule im Dorf.